# Franz-Josef Hönig
Franz-Josef Hönig (* 10. Juli 1942 im Rheingaukreis) ist ein ehemaliger deutscher Fußballspieler. Der offensive Mittelfeldspieler hat von 1967 bis 1974 beim Hamburger SV in der Fußball-Bundesliga 205 Ligaspiele absolviert und 74 Tore erzielt. Zuvor hatte der vormalige Amateurnationalspieler in der damals zweitklassigen Fußball-Regionalliga Nord bei Holstein Kiel von 1964 bis 1967 bereits 79 Zweitligaspiele bestritten und für die Kieler 45 Tore erzielt. In seiner ersten Saison in Kiel, 1964/65, errang Hönig mit den „Störchen“ die Meisterschaft in der Regionalliga Nord.

## Laufbahn

### Amateur und Kiel, bis 1967
Hönig, Spitzname „Bubi“, startete seine Laufbahn beim FV 08 Geisenheim in Hessen. Mit der Elf aus dem Rheingau gewann er in den Jahren 1962/63 und 1963/64 die Meisterschaft in der 2. Amateurliga. Aber jeweils scheiterten die Schwarz-Weißen vom Sportplatz am Gymnasium in den Aufstiegsrunden zur Hessenliga. Nach mehreren Berufungen in die hessische Amateurauswahl, im Jahr 1963 kam er im Länderpokal an der Seite von Jürgen Grabowski und Bernd Rupp zum Einsatz, debütierte der Angreifer aus Geisenheim am 15. Mai 1963 in Durham beim Länderspiel gegen die Niederlande in der Fußballnationalmannschaft der Amateure. Beim 1:0-Erfolg der DFB-Amateure wurde er vom damals zuständigen DFB-Trainer Helmut Schön als Halbrechts im WM-System eingesetzt. Am 15. und 22. September 1963 vertrat er auch die DFB-Farben beim deutsch-deutschen Olympiaausscheidungsspiel gegen die Vertretung der DDR. In Karl-Marx-Stadt verlor das Schön-Team mit 0:3, der 2:1-Erfolg im Rückspiel in Hannover konnte das Ausscheiden nicht mehr verhindern. Sein Vereinskamerad Wilfried Leydecker stürmte am linken Flügel. In den Jahren 1963 und 1964 spielte er elfmal in der deutschen Fußballnationalmannschaft der Amateure und erzielte drei Tore. Sein letztes Spiel in der Amateurnationalmannschaft bestritt Hönig am 2. Juni 1964 bei einem Turnier in Italien beim Finalspiel gegen Spanien (1:1). Zur Saison 1964/65 unterschrieb er bei Holstein Kiel einen Vertrag und wechselte damit als Vertragsspieler in die zweitklassige Regionalliga Nord.
Mit den Blau-Weiß-Roten vom Holstein-Stadion legte er nach elf Spieltagen mit 22:0 Punkten einen Traumstart hin. Am Rundenende konnte die Meisterschaft mit zehn Punkten Vorsprung vor Vizemeister FC St. Pauli gefeiert werden. Hönig hatte in 22 Ligaeinsätzen 14 Tore erzielt. In die Bundesligaaufstiegsrunde startete der Nordmeister mit einem 1:1-Heimremis gegen den süddeutschen Vizemeister SSV Reutlingen. Die zwei folgenden Niederlagen gegen Borussia Mönchengladbach (0:1) – auf dem Bökelberg erzielte Egon Milder vor 35.000 Zuschauern in der 90. Minute den Siegtreffer – und Wormatia Worms (3:4) verhinderten schon früh den erhofften BL-Aufstieg. Hönig und seine Mannschaftskameraden wie Gerd Koll, Gerd Saborowski und Manfred Podlich gaben sich aber nicht auf und gewannen in Worms mit 3:0 und feierten sogar am 19. Juni im Heimspiel gegen die Weisweiler-Elf vom Niederrhein, einen 4:2-Erfolg. Die Aufstiegsrunde beendete Holstein Kiel mit einem 1:1 in Reutlingen und belegte mit 6:6 Punkten den dritten Gruppenplatz. Mönchengladbach stieg mit 8:4 Punkten in die Bundesliga auf.
Im Jahr der Fußballweltmeisterschaft 1966 in England, war das Rennen in der Regionalliga Nord ein enger Dreikampf zwischen St. Pauli (44:20), SC Göttingen (43:21) und Kiel (43:21). Durch das schlechtere Torverhältnis belegten Hönig und Kollegen den undankbaren dritten Rang. Hönig hatte in 25 Ligaeinsätzen elf Tore erzielt. Im dritten Jahr, 1966/67, verspielte Kiel am letzten Spieltag, den 15. Mai 1967, durch eine unerwartete 0:2-Auswärtsniederlage beim Neuling Sperber Hamburg erneut den Einzug in die BL-Aufstiegsrunde. Arminia Hannover wurde mit 47:17 Punkten Meister, Göttingen erneut punktgleich (jeweils 45:19) mit Kiel Vizemeister. Trainer Rudi Faßnacht waren mit Friedemann Paulick, Jürgen Wohlgemuth, Uwe Witt, Rainer Skrotzki, Gerd Koll (22 Tore), Winfried Schülke, Hans-Joachim Weller, Josef Pistauer, Jürgen Harm und dem 20-fachen Torschützen (32 Spiele) Hönig anerkannte bis herausragende RL-Akteure zur Verfügung gestanden. Der Mann aus dem Rheingau, „Bubi“ Hönig, unterschrieb zur Saison 1967/68 nach insgesamt 79 Regionalligaspielen mit 45 Toren einen Vertrag beim Hamburger SV und wechselte in die Bundesliga.

### Hamburger SV, 1967 bis 1974

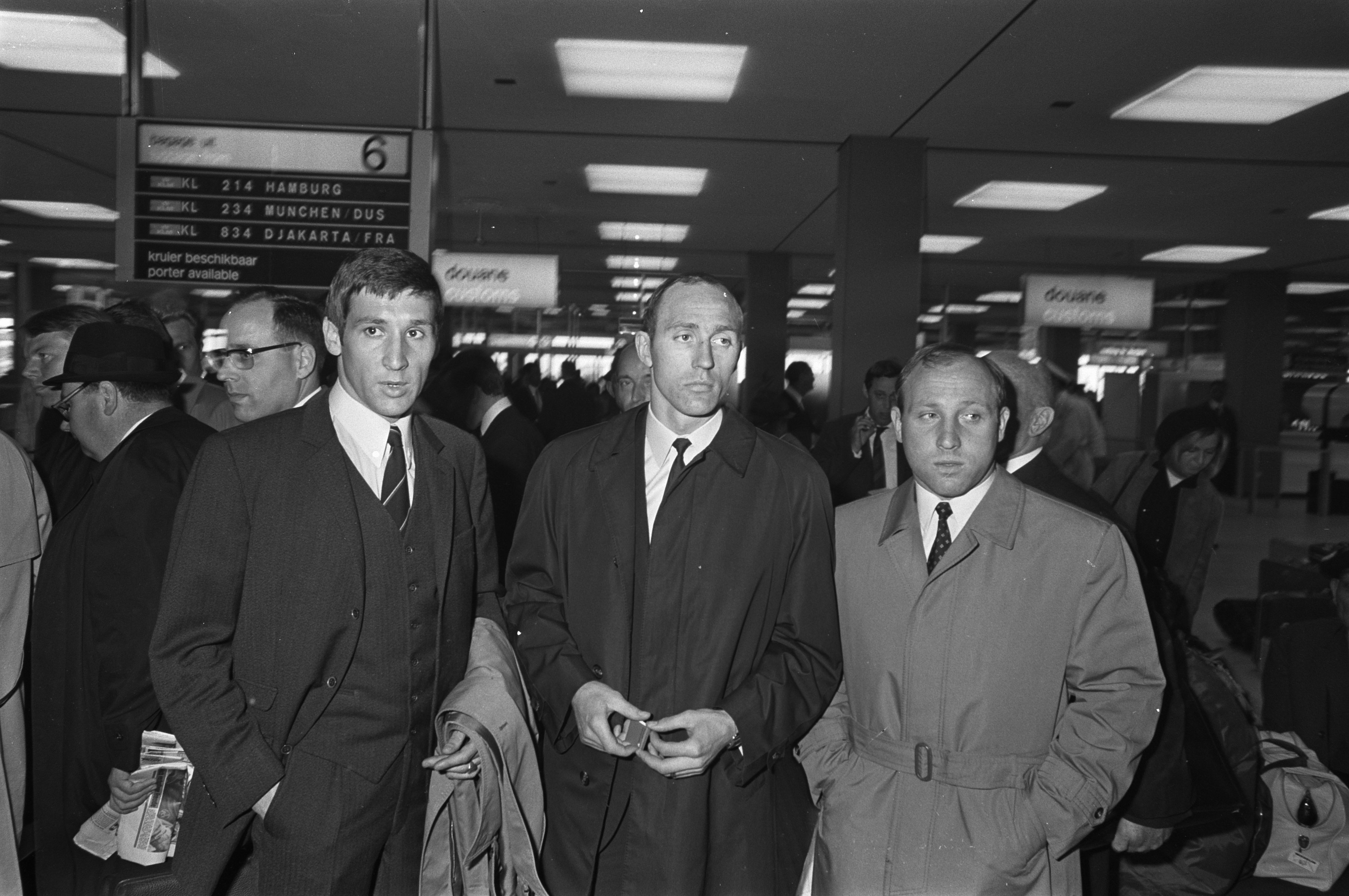
Franz-Josef Hönig (links) mit Willi Schulz und Uwe Seeler vor dem Finale im Europapokal der Pokalsieger 1968

Der ehemalige Serienmeister der Oberliga Nord war 1966/67 auf dem enttäuschenden 14. Rang gelandet, und das mit den zwei Leistungsträgern der Nationalmannschaft Uwe Seeler und Willi Schulz. Zur neuen Saison wurde deshalb mit Senior Georg Knöpfle ein „Fußballchef“ und dazu mit Kurt Koch ein neuer Trainer installiert. Neben Hönig wurden noch mit Werner Krämer (MSV Duisburg), Arkoc Özcan (Austria Wien) und Heinz Libuda (VAV Groningen) weitere Neuzugänge verpflichtet, wobei insbesondere der Krämer-Wechsel als großes Kaliber in den Anfangsjahren der Bundesliga gehandelt wurde.
Am dritten Spieltag, den 2. September 1967, debütierte Hönig beim Auswärtsspiel gegen den 1. FC Nürnberg in der Bundesliga. Vor 47.000 Zuschauern zeigte die Merkel-Truppe erstmals eindrucksvoll, was in dieser Runde noch von Nürnberg zu erwarten war. Mit 4:0 setzte sich der Gastgeber nach Toren von Franz Brungs (2), August Starek und Zvezdan Čebinac durch. Mit 13:21 Punkten und auf dem 15. Rang platziert beendete der HSV am 9. Dezember 1967 die Hinrunde; Hönigs Start in die Bundesliga war nicht reibungslos verlaufen. Die Rückrunde verlief mit 20:14 Punkten deutlich positiver, aber mehr als den 13. Platz erreichten Hönig und Kollegen nicht. Der Neuzugang aus Kiel hatte in 20 Bundesligaspielen acht Tore erzielt.
Trotzdem erlebte er in seinem Hamburger Startjahr etwas besonderes: Im Europapokal der Pokalsieger spielte sich der HSV nach Erfolgen gegen Randers Freja, Wisla Krakau, drei Spielen gegen Olympique Lyon und einem 3:2 im Halbfinale bei Cardiff City, Hönig gelang im Ninian Park in der 91. Minute nach einem Alleingang der Siegtreffer, bis in das Finale. Das wurde am 23. Mai in Rotterdam gegen AC Mailand ausgetragen. Das Team von Trainer Nereo Rocco setzte sich mit 2:0 durch. Im Angriff war der HSV mit Bernd Dörfel, Krämer, Seeler, Hönig und Gert Dörfel angetreten.
In den nächsten drei Spielzeiten, 1968/69 bis 1970/71, verbesserten sich die „Rautenträger“: Der HSV rangierte zweimal auf dem 6. und 1971 auf dem 5. Rang in der Bundesligatabelle. Hönig hatte in den drei Jahren insgesamt 93 Ligaspiele absolviert und dabei 30 Tore erzielt. Knöpfle hatte 1969/70 Kurt Koch abgelöst und 1970/71 war das Trainerdebüt von Klaus-Dieter Ochs erfolgt. Mit Peter Nogly, Klaus Zaczyk und Hans-Jürgen Ripp waren drei langjährige Leistungsträger zum Spielerkader hinzugekommen. 1973 gewann Hönig mit dem HSV den Ligapokal. Nach der Saison 1973/74 beendete er unter Trainer Kuno Klötzer seine siebenjährige Aktivität beim Hamburger SV. Er war für die „Rothosen“ als Spielorganisator mit exzellenter Technik und Tordrang im zentralen Mittelfeld ein wesentlicher Bestandteil des Mannschaftsgefüges gewesen.
In 205 Spielen hatte Hönig 62 Tore erzielt und war zeitweise der Kapitän der Mannschaft gewesen. Dabei war er in den Spielzeiten 1970/71 und 1972/73 der erfolgreichste Torschütze der Elf. Von 1965 bis 1971 war Hönig in mehreren Auswahlspielen des Norddeutschen Fußball-Verbandes gegen Jütland zum Einsatz gekommen. Er ging im Sommer 1974 in die hessische Heimat zurück und schloss sich dem SV Wiesbaden an.

### Ausklang
1974 wechselte Hönig zum Amateurligisten SV Wiesbaden. Sein letztes Pflichtspiel absolvierte er 1978. 1978 bestritt er als Gastspieler noch ein Punktspiel für den Cork Celtic FC im Spiel gegen Shamrock Rovers, da ihm nicht bekannt war, dass in der irischen Liga auch in Punktspielen Gastspieler angemeldet werden konnten. Anschließend war er bis zu seiner Pensionierung im Rhein-Main-Gebiet für die Firma adidas tätig.